# Gorenje Dole (Škocjan, Slovenija)
Gorenje Dole je naselje u slovenskoj Općini Škocjanu. Gorenje Dole se nalazi u pokrajini Dolenjskoj i statističkoj regiji Jugoistočnoj Sloveniji. 

## Stanovništvo
Prema popisu stanovništva iz 2002. godine naselje je imalo 40 stanovnika.